# Mycalesis mineus
Mycalesis mineus is een dagvlinder uit de subfamilie Satyrinae (zandoogjes en erebia's). 
De soort kent seizoensdimorfie: dieren uit het natte seizoen kennen een veel scherpere en uitgesprokener tekening dan de vlinders uit het droge seizoen, die grijzer en egaler zijn en bijvoorbeeld veel minder opvallende oogvlekken op de onderzijde van de vleugels hebben.
De vlinder komt voor in vrijwel geheel het Oriëntaals gebied.